# Casa Amatller
La Casa Amatller è un edificio in stile modernista di Barcellona, costruito dall'architetto Josep Puig i Cadafalch tra il 1898 e il 1900, che si trova nel Passeig de Gràcia tra la Casa Batlló e la Casa Mulleras, nell'isolato noto come la Manzana de la Discordia.

## Storia
L'edificio originario venne costruito da Antoni Robert nel 1875 e nel 1898 Antoni Amatller, un importante imprenditore nel settore del cioccolato, ne commissionò la ristrutturazione a Josep Puig i Cadafalch che progettò una sorta di palazzo gotico urbano, con una facciata piana, un patio centrale e una scala che conduce alle abitazioni. Il primo piano era dedicato alla famiglia Amtller mentre i tre superiori erano affittati, com'era usanza nelle nuove costruzioni.
La casa appartiene dal 1960 all'Institut Amatller d'Art Hispànic, fondazione creata dai discendenti di Antoni Amatller, ed è stata dichiarata monumento storico-artistico con un decreto del 1976.